# Lorenzo Olarte Cullen
Lorenzo Olarte Cullen   (Ponteareas, 8 de desembre de 1932 - Las Palmas de Gran Canaria, 2 de febrer de 2024) va ser un polític espanyol d'origen gallec.

## Biografia
Llicenciat en Dret per la Universitat de Madrid el 1955. Va ser Secretari de l'Administració de Justícia. Advocat en exercici de l'Il·lustre Col·legi d'Advocats de Las Palmas. Va ser President de la Caixa Insular d'Estalvis de Gran Canària. Va iniciar la seva marxa política durant el franquisme, el 1973. Va ser President del Cabildo de Gran Canària (30 de març de 1974 - juliol de 1979) i de la Mancomunitat Interinsular de Cabildos de la província de Las Palmas, així com Procurador en Corts (1974-1977). Va fundar al costat de Fernando Bergasa Perdomo el partit Acció Canària, i en va ser elegit president. En 1977 el seu partit es va integrar en la Unió de Centre Democràtic. Va ser assessor del president del govern espanyol Adolfo Suárez (juliol de 1977 a gener de 1979).
Parlamentari en el Congrés dels Diputats a les eleccions generals espanyoles de 1979. Després va passar al Centre Democràtic i Socail, on el seu partit va aconseguir el Govern de Canàries i ell va ser nomenat vicepresident i conseller de la presidència (1987-1988). Després d'una moció de confiança que no va superar el cap de govern canari Fernando Fernández Martín, Lorenzo Olarte va aconseguir el suport necessari i va ser nomenat president del Govern de Canàries (28 de desembre de 1988 a 11 de juliol de 1991). En 1992 va fundar el partit Unió Canària, que posteriorment es va incorporar al Centre Canari Independent i el 1996 va canviar el seu nom per Centre Canari Nacionalista (CCN) i va formar part de Coalició Canària. Parlamentari al Congrés dels Diputats a les eleccions generals espanyoles de 1993. Després de revalidar en el càrrec de president del Govern de Canàries Manuel Hermoso Rojas, va ser nomenat novament vicepresident i conseller de Turisme i Transports (1995-1999). Per a les eleccions municipals, insulars i autonòmiques de 27 de maig de 2007, Lorenzo Olarte va ser cap de llista en la candidatura de Centre Canari al Cabildo de Gran Canària, sense aconseguir convertir-se en conseller (CCN va obtenir 14.944 vots, un 3,82%).